# Angelica Delgado
Pour les articles homonymes, voir Delgado.
Angelica Delgado, née le 14 décembre 1990 à Miami, est une judokate américaine.

## Palmarès international en judo
| Jeux panaméricains         | Jeux panaméricains | Jeux panaméricains |
| Année                      | Médaille           | Catégorie          |
| -------------------------- | ------------------ | ------------------ |
| 2011                       | bronze             | –52 kg             |
| 2015                       | bronze             | –52 kg             |
| Championnats panaméricains |                    |                    |
| Année                      | Médaille           | Catégorie          |
| 2011                       | bronze             | –52 kg             |
| 2015                       | argent             | –52 kg             |
| 2016                       | bronze             | –52 kg             |
| 2017                       | bronze             | –52 kg             |
| 2018                       | argent             | –52 kg             |
| 2019                       | argent             | –52 kg             |
| 2021                       | argent             | –52 kg             |
| 2022                       | argent             | –52 kg             |